# Kayne Vincent
Kayne Vincent, novozelandski nogometaš, * 29. oktober 1988.
Za novozelandsko reprezentanco je odigral eno uradno tekmo.